# Baiyu
Baiyu (en tibetano: དཔལ་ཡུལ, wylie: dpal yul, ZWPY: Baiyü ; en chino, 白玉; pinyin, Báiyù)  es un condado bajo la administración directa de la Prefectura Garze. Se ubica al oeste de la provincia de Sichuan, en el corazón geográfico de la República Popular China. Su área es de 10 258 km² y su población total para 2010 superó los 56 mil habitantes,

## Administración
El condado de Baiyu se divide en 16 pueblos que se administran en 4 poblados y 12 villas.

## Toponimia
Baiyu es un nombre tibetano que significa "lugar de auspiciosidad y virtud". Una teoría sugiere que el condado recibió su nombre de la tribu "Bi Yao" (婢药部) que se pronuncia como "Bai-Yu".
Ren Naiqiang (任乃强), experto en estudios tibetanos y profesor de la Universidad de Sichuan, sostiene que durante la transición de la sociedad nómada a la sociedad sedentaria, una tribu llamada Bailan (白兰), ubicada en el sureste de Qinghai y el noreste del Tíbet llegó a esta región a la que llamó 'Baiyu' ('territorio Bai[lan]', donde 'yu' significa 'territorio'). Una parte de esta tribu continuó hacia el sur y se estableció en lo que hoy es Batang. 

## Clima
| Parámetros climáticos promedio de Baiyu (1981−2010) | Parámetros climáticos promedio de Baiyu (1981−2010) | Parámetros climáticos promedio de Baiyu (1981−2010) | Parámetros climáticos promedio de Baiyu (1981−2010) | Parámetros climáticos promedio de Baiyu (1981−2010) | Parámetros climáticos promedio de Baiyu (1981−2010) | Parámetros climáticos promedio de Baiyu (1981−2010) | Parámetros climáticos promedio de Baiyu (1981−2010) | Parámetros climáticos promedio de Baiyu (1981−2010) | Parámetros climáticos promedio de Baiyu (1981−2010) | Parámetros climáticos promedio de Baiyu (1981−2010) | Parámetros climáticos promedio de Baiyu (1981−2010) | Parámetros climáticos promedio de Baiyu (1981−2010) | Parámetros climáticos promedio de Baiyu (1981−2010) |
| Mes                                                 | Ene.                                                | Feb.                                                | Mar.                                                | Abr.                                                | May.                                                | Jun.                                                | Jul.                                                | Ago.                                                | Sep.                                                | Oct.                                                | Nov.                                                | Dic.                                                | Anual                                               |
| --------------------------------------------------- | --------------------------------------------------- | --------------------------------------------------- | --------------------------------------------------- | --------------------------------------------------- | --------------------------------------------------- | --------------------------------------------------- | --------------------------------------------------- | --------------------------------------------------- | --------------------------------------------------- | --------------------------------------------------- | --------------------------------------------------- | --------------------------------------------------- | --------------------------------------------------- |
| Temp. máx. abs. (°C)                                | 23.1                                                | 23.7                                                | 29.0                                                | 30.1                                                | 31.3                                                | 35.4                                                | 35.6                                                | 32.7                                                | 31.4                                                | 29.0                                                | 24.4                                                | 21.2                                                | '                                                   |
| Temp. máx. media (°C)                               | 9.6                                                 | 11.8                                                | 14.8                                                | 17.8                                                | 22.0                                                | 24.1                                                | 24.9                                                | 24.2                                                | 21.9                                                | 18.5                                                | 13.8                                                | 9.8                                                 | 17.8                                                |
| Temp. media (°C)                                    | -1.1                                                | 1.9                                                 | 5.5                                                 | 8.7                                                 | 12.6                                                | 15.2                                                | 16.0                                                | 15.2                                                | 12.7                                                | 8.4                                                 | 2.7                                                 | -1.4                                                | 8                                                   |
| Temp. mín. media (°C)                               | -9.2                                                | -6.2                                                | -2.1                                                | 1.6                                                 | 5.4                                                 | 9.1                                                 | 10.4                                                | 9.8                                                 | 7.4                                                 | 2.1                                                 | -4.9                                                | -9.3                                                | 1.2                                                 |
| Temp. mín. abs. (°C)                                | -18.5                                               | -15.8                                               | -11.7                                               | -7.1                                                | -3.7                                                | 1.2                                                 | 2.7                                                 | 0.9                                                 | -1.5                                                | -7.1                                                | -12.8                                               | -18.6                                               | '                                                   |
| Precipitación total (mm)                            | 1.4                                                 | 2.9                                                 | 12.5                                                | 31.6                                                | 52.8                                                | 118.5                                               | 145.4                                               | 124.9                                               | 98.5                                                | 33.1                                                | 3.9                                                 | 1.3                                                 | 626.8                                               |
| Humedad relativa (%)                                | 33                                                  | 34                                                  | 41                                                  | 49                                                  | 53                                                  | 65                                                  | 71                                                  | 72                                                  | 74                                                  | 64                                                  | 47                                                  | 39                                                  | 53.5                                                |
| Fuente: China Meteorological Data Service Center    |                                                     |                                                     |                                                     |                                                     |                                                     |                                                     |                                                     |                                                     |                                                     |                                                     |                                                     |                                                     |                                                     |